# Lista das localidades aderentes à associação As mais belas aldeias de França

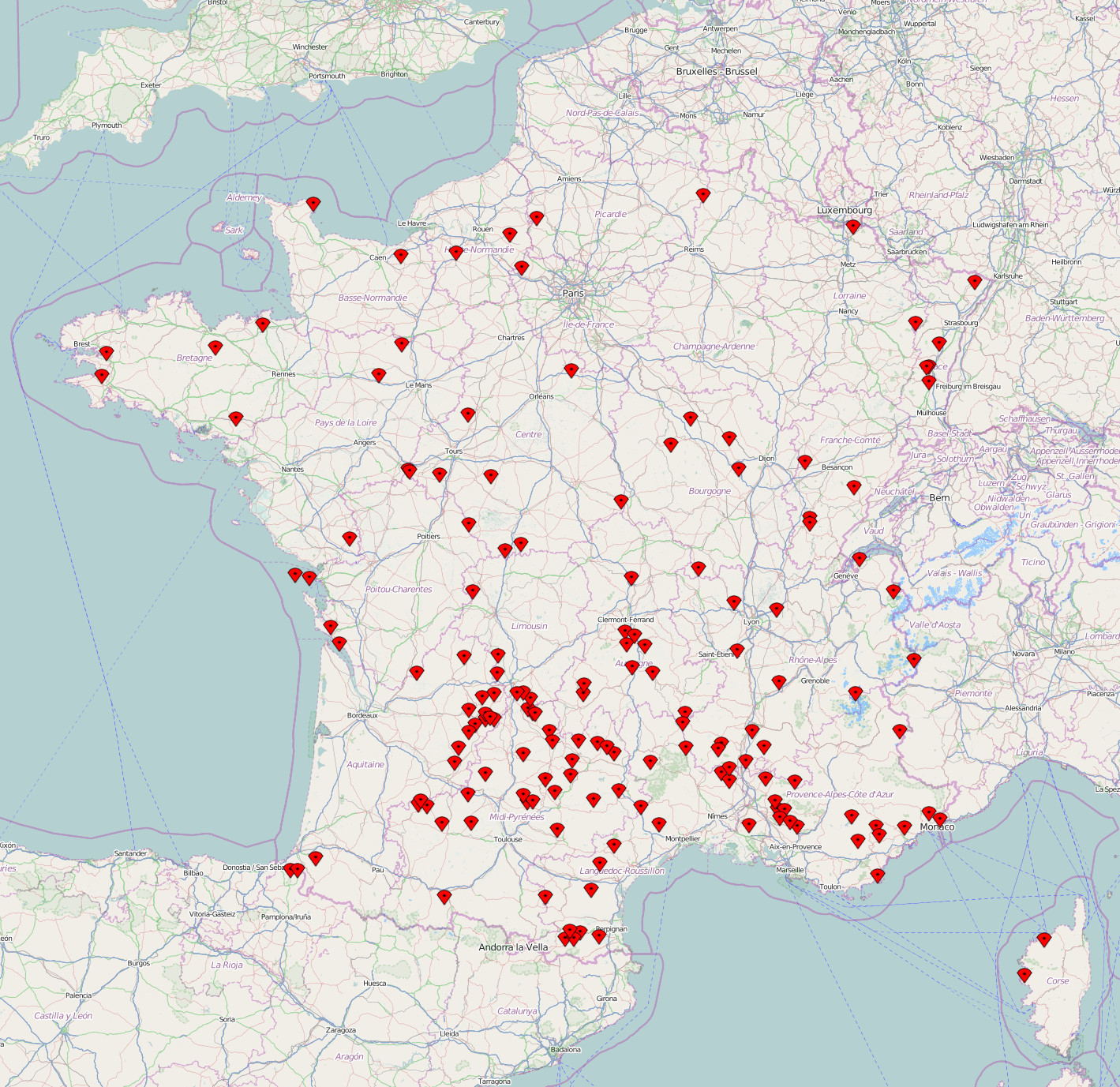
Localização d' As mais belas aldeias de França, na França metropolitana.

Este artigo é referente às localidades aderentes à associação As mais belas aldeias de França.
Esta lista está atualizada a 20 de dezembro de 2015. Compreende nesta data 153 localidades (comunas ou aldeias dependentes de uma comuna) repartidas por 21 regiões e 68 departamentos.
Duas regiões metropolitanas não possuem aldeias classificadas: Champanha-Ardenas e Nord-Pas-de-Calais. A região com mais aldeias é Sul-Pirenéus (29).

## Lista das localidades aderentes
| Região                    | Departamento           | Localidade (Comuna)              | Data | População municipal 2011 |  |
| ------------------------- | ---------------------- | -------------------------------- | ---- | ------------------------ |  |
| Alsácia                   | Baixo Reno             | Hunspach                         |      | 671                      |  |
| Alsácia                   | Baixo Reno             | Mittelbergheim                   |      | 671                      |  |
| Alsácia                   | Alto Reno              | Eguisheim                        | 2003 | 1 752                    |  |
| Alsácia                   | Alto Reno              | Hunawihr                         |      | 590                      |  |
| Alsácia                   | Alto Reno              | Riquewihr                        | 1982 | 1 174                    |  |
| Aquitânia                 | Dordonha               | Belvès                           |      | 1 454                    |  |
| Aquitânia                 | Dordonha               | Beynac-et-Cazenac                |      | 542                      |  |
| Aquitânia                 | Dordonha               | Castelnaud-la-Chapelle           | 2010 | 474                      |  |
| Aquitânia                 | Dordonha               | Domme                            |      | 1 018                    |  |
| Aquitânia                 | Dordonha               | Limeuil                          | 1990 | 331                      |  |
| Aquitânia                 | Dordonha               | Monpazier                        | 1982 | 511                      |  |
| Aquitânia                 | Dordonha               | La Roque-Gageac                  |      | 428                      |  |
| Aquitânia                 | Dordonha               | Saint-Amand-de-Coly              | 2007 | 404                      |  |
| Aquitânia                 | Dordonha               | Saint-Jean-de-Côle               |      | 356                      |  |
| Aquitânia                 | Dordonha               | Saint-Léon-sur-Vézère            |      | 414                      |  |
| Aquitânia                 | Lot-et-Garonne         | Monflanquin                      | 1989 | 2 359                    |  |
| Aquitânia                 | Lot-et-Garonne         | Pujols-le-Haut (Pujols)          |      | 3 607                    |  |
| Aquitânia                 | Pirenéus Atlânticos    | Ainhoa                           | 1982 | 673                      |  |
| Aquitânia                 | Pirenéus Atlânticos    | La Bastide-Clairence             |      | 1 010                    |  |
| Aquitânia                 | Pirenéus Atlânticos    | Navarrenx                        | 2014 | 1 061                    |  |
| Aquitânia                 | Pirenéus Atlânticos    | Sare                             |      | 2 517                    |  |
| Auvérnia                  | Allier                 | Charroux                         | 1985 | 386                      |  |
| Auvérnia                  | Cantal                 | Salers                           | 1982 | 354                      |  |
| Auvérnia                  | Cantal                 | Tournemire                       |      | 135                      |  |
| Auvérnia                  | Alto Loire             | Arlempdes                        | 1988 | 131                      |  |
| Auvérnia                  | Alto Loire             | Blesle                           |      | 624                      |  |
| Auvérnia                  | Alto Loire             | Lavaudieu                        |      | 226                      |  |
| Auvérnia                  | Alto Loire             | Pradelles                        | 1999 | 615                      |  |
| Auvérnia                  | Puy-de-Dôme            | Montpeyroux                      | 1989 | 359                      |  |
| Auvérnia                  | Puy-de-Dôme            | Usson                            |      | 269                      |  |
| Baixa Normandia           | Calvados               | Beuvron-en-Auge                  |      | 240                      |  |
| Baixa Normandia           | Manche                 | Barfleur                         |      | 643                      |  |
| Baixa Normandia           | Orne                   | Saint-Céneri-le-Gérei            | 1982 | 124                      |  |
| Borgonha                  | Costa de Ouro          | Châteauneuf                      | 1996 | 82                       |  |
| Borgonha                  | Costa de Ouro          | Flavigny-sur-Ozerain             |      | 304                      |  |
| Borgonha                  | Saône-et-Loire         | Semur-en-Brionnais               | 1982 | 624                      |  |
| Borgonha                  | Yonne                  | Noyers                           |      | 676                      |  |
| Borgonha                  | Yonne                  | Vézelay                          |      | 433                      |  |
| Bretanha                  | Côtes-d'Armor          | Moncontour                       | 2010 | 943                      |  |
| Bretanha                  | Finistère              | Locronan                         |      | 799                      |  |
| Bretanha                  | Ille-et-Vilaine        | Saint-Suliac                     | 1999 | 946                      |  |
| Bretanha                  | Morbihan               | Rochefort-en-Terre               | 2009 | 742                      |  |
| Centro-Vale do Loire      | Cher                   | Apremont-sur-Allier              |      | 73                       |  |
| Centro-Vale do Loire      | Indre                  | Gargilesse-Dampierre             |      | 311                      |  |
| Centro-Vale do Loire      | Indre                  | Saint-Benoît-du-Sault            | 1988 | 626                      |  |
| Centro-Vale do Loire      | Indre-et-Loire         | Candes-Saint-Martin              |      | 223                      |  |
| Centro-Vale do Loire      | Indre-et-Loire         | Crissay-sur-Manse                |      | 120                      |  |
| Centro-Vale do Loire      | Indre-et-Loire         | Montrésor                        |      | 336                      |  |
| Centro-Vale do Loire      | Loir-et-Cher           | Lavardin                         | 1990 | 204                      |  |
| Centro-Vale do Loire      | Loiret                 | Yèvre-le-Châtel (Yèvre-la-Ville) | 2002 | 708                      |  |
| Córsega                   | Córsega do Sul         | Piana                            | 1982 | 468                      |  |
| Córsega                   | Alta Córsega           | Sant'Antonino                    | 1982 | 100                      |  |
| Franco-Condado            | Doubs                  | Lods                             |      | 231                      |  |
| Franco-Condado            | Jura                   | Baume-les-Messieurs              |      | 186                      |  |
| Franco-Condado            | Jura                   | Château-Chalon                   |      | 159                      |  |
| Franco-Condado            | Alto Sona              | Pesmes                           |      | 1 114                    |  |
| Alta Normandia            | Eure                   | Le Bec-Hellouin                  | 2006 | 420                      |  |
| Alta Normandia            | Eure                   | Lyons-la-Forêt                   |      | 747                      |  |
| Ilha de França            | Val-d'Oise             | La Roche-Guyon                   |      | 458                      |  |
| Languedoc-Roussillon      | Aude                   | Lagrasse                         |      | 575                      |  |
| Languedoc-Roussillon      | Gard                   | Aiguèze                          | 2005 | 223                      |  |
| Languedoc-Roussillon      | Gard                   | La Roque-sur-Cèze                | 2007 | 174                      |  |
| Languedoc-Roussillon      | Gard                   | Montclus                         | 2012 | 139                      |  |
| Languedoc-Roussillon      | Hérault                | Minerve                          |      | 135                      |  |
| Languedoc-Roussillon      | Hérault                | Olargues                         |      | 640                      |  |
| Languedoc-Roussillon      | Hérault                | Saint-Guilhem-le-Désert          |      | 265                      |  |
| Languedoc-Roussillon      | Lozère                 | La Garde-Guérin (Prévenchères)   | 1992 | 254                      |  |
| Languedoc-Roussillon      | Lozère                 | Sainte-Enimie                    |      | 526                      |  |
| Languedoc-Roussillon      | Pirenéus Orientais     | Castelnou                        |      | 360                      |  |
| Languedoc-Roussillon      | Pirenéus Orientais     | Eus                              | 1984 | 406                      |  |
| Languedoc-Roussillon      | Pirenéus Orientais     | Évol (Olette)                    |      | 398                      |  |
| Languedoc-Roussillon      | Pirenéus Orientais     | Mosset                           |      | 293                      |  |
| Languedoc-Roussillon      | Pirenéus Orientais     | Villefranche-de-Conflent         | 1982 | 238                      |  |
| Limousin                  | Corrèze                | Collonges-la-Rouge               | 1982 | 475                      |  |
| Limousin                  | Corrèze                | Curemonte                        | 1988 | 215                      |  |
| Limousin                  | Corrèze                | Saint-Robert                     | 1982 | 337                      |  |
| Limousin                  | Corrèze                | Ségur-le-Château                 |      | 240                      |  |
| Limousin                  | Corrèze                | Turenne                          |      | 781                      |  |
| Limousin                  | Alto-Vienne            | Mortemart                        | 1983 | 116                      |  |
| Lorena                    | Moselle                | Rodemack                         | 1987 | 1 106                    |  |
| Lorena                    | Moselle                | Saint-Quirin                     | 1989 | 784                      |  |
| Sul-Pirenéus              | Ariège                 | Camon                            |      | 165                      |  |
| Sul-Pirenéus              | Aveyron                | Belcastel                        | 1990 | 228                      |  |
| Sul-Pirenéus              | Aveyron                | Brousse-le-Château               | 1997 | 149                      |  |
| Sul-Pirenéus              | Aveyron                | Conques                          |      | 269                      |  |
| Sul-Pirenéus              | Aveyron                | La Couvertoirade                 |      | 176                      |  |
| Sul-Pirenéus              | Aveyron                | Estaing                          | 1982 | 596                      |  |
| Sul-Pirenéus              | Aveyron                | Najac                            |      | 743                      |  |
| Sul-Pirenéus              | Aveyron                | Peyre (Comprégnac)               | 2003 | 231                      |  |
| Sul-Pirenéus              | Aveyron                | Saint-Côme-d'Olt                 | 1987 | 1 343                    |  |
| Sul-Pirenéus              | Aveyron                | Sainte-Eulalie-d'Olt             | 1986 | 368                      |  |
| Sul-Pirenéus              | Aveyron                | Sauveterre-de-Rouergue           | 1986 | 790                      |  |
| Sul-Pirenéus              | Gers                   | Fourcès                          | 2005 | 281                      |  |
| Sul-Pirenéus              | Gers                   | Larressingle                     |      | 216                      |  |
| Sul-Pirenéus              | Gers                   | Lavardens                        | 2011 | 405                      |  |
| Sul-Pirenéus              | Gers                   | Montréal                         |      | 1 211                    |  |
| Sul-Pirenéus              | Gers                   | Sarrant                          | 1999 | 392                      |  |
| Sul-Pirenéus              | Lot                    | Autoire                          | 1982 | 337                      |  |
| Sul-Pirenéus              | Lot                    | Capdenac-le-Haut                 | 2010 | 1 084                    |  |
| Sul-Pirenéus              | Lot                    | Cardaillac                       | 1982 | 576                      |  |
| Sul-Pirenéus              | Lot                    | Carennac                         |      | 397                      |  |
| Sul-Pirenéus              | Lot                    | Loubressac                       | 1982 | 526                      |  |
| Sul-Pirenéus              | Lot                    | Saint-Cirq-Lapopie               |      | 218                      |  |
| Sul-Pirenéus              | Tarn                   | Castelnau-de-Montmiral           |      | 981                      |  |
| Sul-Pirenéus              | Tarn                   | Lautrec                          | 1983 | 1 777                    |  |
| Sul-Pirenéus              | Tarn                   | Monestiés                        | 2001 | 1 421                    |  |
| Sul-Pirenéus              | Tarn                   | Puycelsi                         |      | 484                      |  |
| Sul-Pirenéus              | Tarn-et-Garonne        | Auvillar                         | 1994 | 954                      |  |
| Sul-Pirenéus              | Tarn-et-Garonne        | Bruniquel                        |      | 620                      |  |
| Sul-Pirenéus              | Tarn-et-Garonne        | Lauzerte                         | 1990 | 1 496                    |  |
| País do Loire             | Maine-et-Loire         | Montsoreau                       |      | 476                      |  |
| País do Loire             | Mayenne                | Sainte-Suzanne                   | 2010 | 977                      |  |
| País do Loire             | Vendée                 | Vouvant                          | 1988 | 844                      |  |
| Picardie                  | Aisne                  | Parfondeval                      | 1983 | 150                      |  |
| Picardie                  | Oise                   | Gerberoy                         | 1982 | 88                       |  |
| Poitou-Charentes          | Charente               | Aubeterre-sur-Dronne             | 1993 | 419                      |  |
| Poitou-Charentes          | Charente-Maritime      | Ars-en-Ré                        | 1982 | 1 315                    |  |
| Poitou-Charentes          | Charente-Maritime      | La Flotte                        | 1988 | 2 861                    |  |
| Poitou-Charentes          | Charente-Maritime      | Mornac-sur-Seudre                | 1982 | 848                      |  |
| Poitou-Charentes          | Charente-Maritime      | Talmont-sur-Gironde              |      | 96                       |  |
| Poitou-Charentes          | Vienne                 | Angles-sur-l'Anglin              |      | 381                      |  |
| Provença-Alpes-Costa Azul | Alpes da Alta Provença | Moustiers-Sainte-Marie           | 1982 | 698                      |  |
| Provença-Alpes-Costa Azul | Altos Alpes            | La Grave                         |      | 486                      |  |
| Provença-Alpes-Costa Azul | Altos Alpes            | Saint-Véran                      |      | 266                      |  |
| Provença-Alpes-Costa Azul | Alpes Marítimos        | Coaraze                          |      | 759                      |  |
| Provença-Alpes-Costa Azul | Alpes Marítimos        | Gourdon                          | 1984 | 413                      |  |
| Provença-Alpes-Costa Azul | Alpes Marítimos        | Sainte-Agnès                     | 1997 | 1 183                    |  |
| Provença-Alpes-Costa Azul | Bouches-du-Rhône       | Les Baux-de-Provence             | 1988 | 451                      |  |
| Provença-Alpes-Costa Azul | Var                    | Bargème                          |      | 167                      |  |
| Provença-Alpes-Costa Azul | Var                    | Gassin                           | 1994 | 2 832                    |  |
| Provença-Alpes-Costa Azul | Var                    | Seillans                         | 1991 | 2 510                    |  |
| Provença-Alpes-Costa Azul | Var                    | Tourtour                         |      | 583                      |  |
| Provença-Alpes-Costa Azul | Vaucluse               | Ansouis                          |      | 1 144                    |  |
| Provença-Alpes-Costa Azul | Vaucluse               | Gordes                           |      | 2 056                    |  |
| Provença-Alpes-Costa Azul | Vaucluse               | Lourmarin                        | 1988 | 1 046                    |  |
| Provença-Alpes-Costa Azul | Vaucluse               | Ménerbes                         |      | 1 079                    |  |
| Provença-Alpes-Costa Azul | Vaucluse               | Roussillon                       |      | 1 312                    |  |
| Provença-Alpes-Costa Azul | Vaucluse               | Séguret                          |      | 847                      |  |
| Provença-Alpes-Costa Azul | Vaucluse               | Venasque                         | 1992 | 1 172                    |  |
| Reunião                   | Reunião                | Hell-Bourg (Salazie)             | 1998 | 7 418                    |  |
| Ródano-Alpes              | Ain                    | Pérouges                         | 1988 | 1 203                    |  |
| Ródano-Alpes              | Ardèche                | Balazuc                          |      | 348                      |  |
| Ródano-Alpes              | Ardèche                | Vogüé                            | 1990 | 940                      |  |
| Ródano-Alpes              | Drôme                  | La Garde-Adhémar                 |      | 1 107                    |  |
| Ródano-Alpes              | Drôme                  | Mirmande                         | 1998 | 503                      |  |
| Ródano-Alpes              | Drôme                  | Montbrun-les-Bains               | 1982 | 415                      |  |
| Ródano-Alpes              | Drôme                  | Le Poët-Laval                    |      | 938                      |  |
| Ródano-Alpes              | Isère                  | Saint-Antoine-l'Abbaye           | 2009 | 1 032                    |  |
| Ródano-Alpes              | Loire                  | Sainte-Croix-en-Jarez            |      | 438                      |  |
| Ródano-Alpes              | Ródano                 | Oingt                            | 2007 | 626                      |  |
| Ródano-Alpes              | Savoie                 | Bonneval-sur-Arc                 |      | 238                      |  |
| Ródano-Alpes              | Haute-Savoie           | Sixt-Fer-à-Cheval                |      | 797                      |  |
| Ródano-Alpes              | Haute-Savoie           | Yvoire                           |      | 879                      |  |

## Aldeias antigas aderentes
- Alba-la-Romaine (Ardèche)
- Charroux (Vienne)
- Cordes-sur-Ciel (Tarn)
- Coulon (Deux-Sèvres)
- Île-de-Sein (Finistère)
- La Chapelle-aux-Bois (Vosges)
- La Salvetat-sur-Agout (Hérault)
- Lacapelle-Marival (Lot)
- Faou (Finistère)
- Oger (Marne)
- Rieux-Volvestre (Haute-Garonne)
- Saint-Amand-sur-Fion (Marne)
- Saint-Bertrand-de-Comminges (Haute-Garonne)
- Saint-Floret (Puy-de-Dôme) (?-2015)
- Saint-Lizier (Ariège) (1992-2013)
- Saint-Saturnin (Puy-de-Dôme)
- Salmaise (Côte-d'Or)
- Treignac-sur-Vézère (Corrèze) (1989-2008)